# Onciurosoma crassipes
Onciurosoma crassipes är en mångfotingart som beskrevs av Jeekel 1963. Onciurosoma crassipes ingår i släktet Onciurosoma och familjen orangeridubbelfotingar. Inga underarter finns listade i Catalogue of Life.